# Intermezzo (opéra)
Pour les articles homonymes, voir Intermezzo.
Intermezzo (opus 72) est un opéra en deux actes de Richard Strauss créé à Dresde le 4 novembre 1924 sous la direction de Fritz Busch. C'est en fait une « comédie bourgeoise » avec des intermèdes orchestraux. Le livret fut écrit par le compositeur lui-même. L’histoire est autobiographique : elle s’inspire d’un quiproquo, qui a mis un moment en péril la relation de Richard Strauss avec sa femme Pauline. Richard Strauss avait reçu par erreur une lettre d’amour passionnée d’une femme inconnue de lui. 

## Personnages
- Christine, soprano (Lotte Lehmann fut la créatrice du rôle[1])
- Robert Storch, son mari, Kappelmeister, baryton
- Anna, leur domestique, soprano
- Franzl, leur fils de huit ans, rôle parlé
- Le Baron Lummer, ténor
- Le notaire, baryton
- Son épouse, soprano
- Stroh, un autre Kappelmeister, ténor
- Un conseiller commercial, baryton
- Un homme de loi, baryton
- Un chanteur, basse
- Fanny, la cuisinière de Storch, rôle parlé
- Marie et Thérèse, servantes, rôles parlés
- Resi, une jeune fille, soprano

## Action
L’action se déroule à Vienne et à Grundlsee dans les années 1920.
Le célèbre Kappelmeister Robert Storch est sur le point de quitter Vienne. Sa femme, Christine, qui a  mauvais caractère mais bon cœur, se sent négligée, notamment le soir, quand son mari est absorbé par son travail de musicien. Christine se rend à Grundlsee, une station de sports d’hiver, où elle fait la connaissance du jeune Baron Lummer, qui la courtise. Le Baron, un aristocrate sans fortune, tente en fait de lui extorquer de l’argent. Christine ouvre un télégramme adressé à son mari et elle est furieuse de constater qu’il s’agit d’une lettre d’amour écrite par une jeune femme nommée Mitzi Meyer. Elle fait le vœu de divorcer de Robert. 
Robert et ses amis, parmi lesquels on trouve le chef d’orchestre Stroh, organisent une soirée de camaraderie entre hommes, où l’on joue aux cartes. Pendant la soirée on évoque le caractère volage de Christine. Robert reçoit un télégramme de Christine qui lui annonce qu’elle va le quitter. On retrouve Christine chez un homme de loi à qui elle demande conseil dans l’organisation de son divorce. Mais le notaire soupçonne que la véritable raison de ce divorce est la relation de Christine avec le Baron Lummer. Stroh et Robert se rendent compte que Mitzi avait confondu leurs noms : la lettre d’amour était en fait adressée à Stroh et non à Storch. Ils expliquent la confusion à Christine, qui se réconcilie avec son mari.